# María Catalina Echevarría
María Catalina Echevarría de Vidal (Rosario, 1 de abril de 1782-San Lorenzo, 18 de julio de 1866) fue una dama patricia argentina, conocida por haber cosido la primera bandera argentina a petición de Manuel Belgrano.

## Biografía
María Catalina Echevarría tuvo como progenitores a Fermín de Echevarría, un inmigrante vasco y a Tomasa de Acevedo, criolla. Quedó huérfana desde niña. El matrimonio de Pedro Tuella, maestro y funcionario, y Nicolasa Costey se hicieron cargo de su crianza. Contrajo matrimonio con Manuel Vidal en 1810, pero siguió viviendo cerca de su hogar adoptivo con la finalidad de cuidar a sus mayores. En 1814 profesó como hermana secular de la Tercera Orden de San Francisco.
Conoció al general Manuel Belgrano debido a que era amigo de su hermano de sangre, Vicente Anastasio Echevarría (abogado y Conjuez de la Audiencia desde 1810), encargado de una misión diplomática en Paraguay. Debido a esto, el abogado se alojó en la vivienda de los Tuella, llamada Villa del Rosario, cuando en 1812 el Primer Triunvirato lo envió al río Uruguay a fortalecer la seguridad construyendo un fuerte. María Catalina, en febrero de ese año, cosió la bandera siguiendo las órdenes de Belgrano, con tela cedida por Tuella, que era dueño de un almacén, y con hilos de oro. Le llevó cinco días coser la bandera, tarea que realizó junto con dos vecinas.
Sobre la confección de la bandera, el historiador argentino Félix Chaparro (1887-1959) afirmó que “el negocio de Tuella proporcionó el raso de seda blanco y celeste, y sin mayor dificultad la hermana del doctor Echevarría, bajo la dirección nerviosa de su huésped, unió dos trozos verticalmente, agregándoles quizás por todo adorno, un flequillo de oro en su extremo, para no desmerecerla de las viejas enseñas hispanas que iba a enfrentar” (1951). 
Hay que recordar que el Gobierno Central de Buenos Aires no le había dado permiso a Manuel Belgrano para hacer una bandera propia, lo cual genera un doble riesgo para Catalina: su acción podía molestar tanto a realistas como a los patriotas porteños.
Una vez terminada la bandera, fue jurada el 27 de febrero de 1812; María Catalina estuvo presente en la ceremonia e incluso llevó la bandera hasta las orillas del río Paraná, donde esta se llevó a cabo.
En este sentido, Adolfo Paulón sostiene que “María Catalina no sólo confeccionó la primera bandera argentina, sino que asistió también a la ceremonia de jura a orillas del Paraná y frente a las baterías de artillería Independencia y Libertad, en un momento en el que no era común que asistieran mujeres a una ceremonia militar”.

## Fallecimiento y homenajes
Una vez que enviudó, se trasladó a San Lorenzo, a una residencia que poseía allí. Cuando tenía 84 años, falleció, luego de una vida sin ajetreos. Fue enterrada en el atrio del convento de dicha localidad.
En 1999, se representó en el teatro de San Lorenzo la obra Ciudad, sombra de un pino, a modo de homenaje a María Catalina. Diez años más tarde, la dama recibió un homenaje en la iglesia de San Lorenzo Mártir, en el 79.º aniversario de la creación de la bandera. En la Catedral de Rosario, en un vitral que representa la jura de la bandera que tuvo lugar el 27 de febrero de 1812, figura María Catalina. También existe una calle nombrada en su honor.
Echevarría figura en un relieve esculpido por Eduardo Barnes en la Sala de Honor del Monumento histórico nacional a la Bandera de Rosario, que ilustra el momento en el que le entrega la bandera a Belgrano, y también en una placa conmemorativa en el Pasaje Juramento, en dicho promontorio. Esta placa fue propuesta como proyecto por el senador Rubén Giustiniani en 2012. Este fue el primer homenaje formal que recibió en su lugar de nacimiento. Sobre ella, afirmó el Ministerio de Educación, Cultura, Ciencia y Tecnología argentino: 

Así, el 27 de febrero a las seis y media de la tarde se izó por primera vez nuestro pabellón nacional. María Catalina no es solo un nombre más en nuestra historia, en sus manos estuvo el honor y la gloria de haber cosido un pedacito de nuestro ser nacional.